# Wolfe Tones
Wolfe Tones é uma banda de música rebelde irlandesa que incorpora música tradicional irlandesa em suas canções. Formados em 1963, eles levam o nome de Theobald Wolfe Tone, um dos líderes da Rebelião Irlandesa de 1798.

## Discografia
Álbuns de estúdio
- The Foggy Dew (1965)
- Up the Rebels (1966)
- The Rights of Man (1968)
- Rifles of the I.R.A. (1970)
- Let the People Sing (1972)
- Till Ireland a Nation (1974)
- Irish to the Core (1976)
- Across the Broad Atlantic (1976)
- Belt of the Celts (1978)
- Spirit of the Nation (1981)
- As Gaeilge (1982)
- A Sense of Freedom (1983)
- Profile (1985)
- Sing Out for Ireland (1987)
- 25th Anniversary (1989)
- You'll Never Beat the Irish (2001)
- The Troubles (2004)
- Child of Destiny (2011)
- The Dublin Rebellion 1916 (2016)